# قائمة إصدارات الطوابع في أوكرانيا لسنة 2008
هذه قائمة الطوابع البريدية التي أصدرها البريد الأوكراني للتداول في عام 2008.
في الفترة من 18 يناير إلى 25 ديسمبر 2008، أصدر 94 طابعًا بريديًا، شملت 93 الطوابع التذكارية بالإضافة إلى طابع واحد من الإصدار السابع للطوابع القياسية بقيمة اسمية 0.30 هريفنا، غطت الطوابع التذكارية ذكرى التواريخ المهمة والأحداث وذكرى الشخصيات الثقافية البارزة وغيرها.
وقد كانت الطوابع بالفئات التالية:
- 1.00 هريفنا
- 1.52 هريفنا
- 2.47 هريفنا
- 3.33 هريفنا

طُبعت كل الطوابع في مؤسسة "دار الطباعة الأوكراني" المملوكة للدولة.

## قائمة الطوابع التذكارية
| التسلسل في الكتالوج                                                                             | الصورة | الوصف والمصادر | القيمة                     | تاريخ طرحها للتداول | كمية الإصدار | المصمم                                                 |
| ----------------------------------------------------------------------------------------------- | ------ | --- | -------------------------- | ------------------- | ------------ | ------------------------------------------------------ |
| رقم 882                                                                                         |        | سلسلة «علامات الأبراج»: - الحمل. | 1,00 هريفنا                | 18 يناير 2008 م     | 200٬000      | ناتاليا أندريشينكو يوجينيا غابشينسكا                   |
| رقم 883                                                                                         |        | سلسلة «علامات الأبراج»: - الثور. | 1,00 هريفنا                | 18 يناير 2008 م     | 200٬000      | ناتاليا أندريشينكو يوجينيا غابشينسكا                   |
| رقم 884                                                                                         |        | سلسلة «علامات الأبراج»: - التوأمان. | 1,00 هريفنا                | 18 يناير 2008 م     | 200٬000      | ناتاليا أندريشينكو يوجينيا غابشينسكا                   |
| رقم 885                                                                                         |        | سلسلة «علامات الأبراج»: - السرطان. | 1,00 هريفنا                | 18 يناير 2008 م     | 200٬000      | ناتاليا أندريشينكو يوجينيا غابشينسكا                   |
| رقم 886                                                                                         |        | سلسلة «علامات الأبراج»: - الأسد. | 1,00 هريفنا                | 18 يناير 2008 م     | 200٬000      | ناتاليا أندريشينكو يوجينيا غابشينسكا                   |
| رقم 887                                                                                         |        | سلسلة «علامات الأبراج»: - العذراء. | 1,00 هريفنا                | 18 يناير 2008 م     | 200٬000      | ناتاليا أندريشينكو يوجينيا غابشينسكا                   |
| رقم 888                                                                                         |        | سلسلة «علامات الأبراج»: - الميزان. | 1,00 هريفنا                | 18 يناير 2008 م     | 200٬000      | ناتاليا أندريشينكو يوجينيا غابشينسكا                   |
| رقم 889                                                                                         |        | سلسلة «علامات الأبراج»: - العقرب. | 1,00 هريفنا                | 18 يناير 2008 م     | 200٬000      | ناتاليا أندريشينكو يوجينيا غابشينسكا                   |
| رقم 890                                                                                         |        | سلسلة «علامات الأبراج»: - الرامي. | 1,00 هريفنا                | 18 يناير 2008 م     | 200٬000      | ناتاليا أندريشينكو يوجينيا غابشينسكا                   |
| رقم 891                                                                                         |        | سلسلة «علامات الأبراج»: - الجدي. | 1,00 هريفنا                | 18 يناير 2008 م     | 200٬000      | ناتاليا أندريشينكو يوجينيا غابشينسكا                   |
| رقم 892                                                                                         |        | سلسلة «علامات الأبراج»: - الدلو. | 1,00 هريفنا                | 18 يناير 2008 م     | 200٬000      | ناتاليا أندريشينكو يوجينيا غابشينسكا                   |
| رقم 893                                                                                         |        | سلسلة «علامات الأبراج»: - الحوت. | 1,00 هريفنا                | 18 يناير 2008 م     | 200٬000      | ناتاليا أندريشينكو يوجينيا غابشينسكا                   |
| رقم 894 رقم 895 رقم 896 رقم 897                                                                 |        | الألعاب الأولمبية التاسعة والعشرون، بكين 2008: - القوس والسهم - المبارزة - سباق الدراجات الهوائية - التجديف. | 1,00 1,30 2,47 3,33 гривні | 26 يناير 2008 م     | 230٬000      | تاران فولوديمير فاسيليفيتش                             |
| رقم 898                                                                                         |        | مشروع "الطوابع الخاصة" (تهنئة). | 1,00 هريفنا                | 6 فبراير 2008 م     | 100٬012      | تيتيانا نيستيروفا                                      |
| رقم 900                                                                                         |        | سلسلة «لآلئ التراث الفني لتاراس شيفتشينكو»: - تاراس شيفتشينكو: عرافة غجرية. 1841. | 1,00 هريفنا                | 23 فبراير 2008 م    | 200٬000      | تاران فولوديمير فاسيليفيتش                             |
| رقم 901                                                                                         |        | سلسلة «لآلئ التراث الفني لتاراس شيفتشينكو»: - تاراس شيفتشينكو: كاترينا. 1842. | 1,52 гривні                | 23 فبراير 2008 م    | 200٬000      | تاران فولوديمير فاسيليفيتش                             |
| رقم 902                                                                                         |        | سلسلة «لآلئ التراث الفني لتاراس شيفتشينكو»: - تاراس شيفتشينكو: صورة ذاتية. 1840. | 2,47 гривні                | 23 فبراير 2008 م    | 200٬000      | تاران فولوديمير فاسيليفيتش                             |
| رقم 903 رقم 904                                                                                 |        | طابعان متجاوران «أوروبا»: - رجل يكتب رسالة على لفافة من الورق - امرأة تكتب نصًا على لوحة المفاتيح. | 2,47 3,33 гривні           | 12 مارس 2008 م      | 150٬000      | تاران فولوديمير فاسيليفيتش الأخوان سيرجي وأولكسي خاروك |
| Буклет: رقم 905 رقم 906                                                                         |        | ورقة طوابع تذكارية: «أوروبا»: - رجل يكتب رسالة على لفافة من الورق - امرأة تكتب نصًا على لوحة المفاتيح. | 2,47 3,33 гривні           | 12 مارس 2008 م      | 30٬000       | تاران فولوديمير فاسيليفيتش الأخوان سيرجي وأولكسي خاروك |
| رقم 907 رقم 908                                                                                 |        | طابعان متجاوران 200 عام على ميلاد نيقولاي غوغول (1809—1852). | 1,52 2,47 гривні           | 21 مارس 2008 م      | 140 000      | تاران فولوديمير فاسيليفيتش الأخوان سيرجي وأولكسي خاروك |
| رقم 909                                                                                         |        | المسيح قام!. | 1,00 هريفنا                | 11 أبريل 2008 م     | 220٬000      | ناتاليا ميخايليتشنكو                                   |
| رقم 910 رقم 911 رقم 912 رقم 913 رقم 914 رقم 915 رقم 916 رقم 917 رقم 918                         |        | قائمة صغيرة خاصة «ساعات» (من مجموعة متحف الإثنوغرافيا والحرف اليدوية في لفيف): - ساعة رف من أوائل القرن التاسع عشر، فرنسا - ساعة رف من النصف الثاني من القرن التاسع عشر، روسيا - ساعة رف من أوائل القرن التاسع عشر، فرنسا - ساعة قوسية من القرن الثامن عشر، فرنسا - ساعة قوسية من القرن الثامن عشر، فرنسا - ساعة قوسية من القرن الثامن عشر، ألمانيا - ساعة خزانة [خطأ: تحقق من وسيط ورمز اللغة] من القرن الثامن عشر، إنجلترا - ساعة منضدية (Q110987998) من القرن التاسع عشر، النمسا - ساعة رف من القرن التاسع عشر، فرنسا. | 1,00 هريفنا                | 18 أبريل 2008 م     | 140٬000      | سفيتلانا بوندار                                        |
| رقم 910                                                                                         |        | قائمة صغيرة خاصة “ساعات” - ساعة رف من أوائل القرن التاسع عشر، فرنسا | 1,00 هريفنا                | 18 أبريل 2008 م     | 140٬000      | سفيتلانا بوندار                                        |
| رقم 911                                                                                         |        | قائمة صغيرة خاصة “ساعات” - ساعة رف من النصف الثاني من القرن التاسع عشر، روسيا | 1,00 هريفنا                | 18 أبريل 2008 م     | 140٬000      | سفيتلانا بوندار                                        |
| رقم 912                                                                                         |        | قائمة صغيرة خاصة “ساعات” - ساعة رف من أوائل القرن التاسع عشر، فرنسا | 1,00 هريفنا                | 18 أبريل 2008 م     | 140٬000      | سفيتلانا بوندار                                        |
| رقم 913                                                                                         |        | قائمة صغيرة خاصة “ساعات” - ساعة قوسية من القرن الثامن عشر، فرنسا | 1,00 هريفنا                | 18 أبريل 2008 م     | 140٬000      | سفيتلانا بوندار                                        |
| رقم 914                                                                                         |        | قائمة صغيرة خاصة “ساعات” - ساعة قوسية من القرن الثامن عشر، فرنسا | 1,00 هريفنا                | 18 أبريل 2008 م     | 140٬000      | سفيتلانا بوندار                                        |
| رقم 915                                                                                         |        | قائمة صغيرة خاصة “ساعات” - ساعة قوسية من القرن الثامن عشر، ألمانيا | 1,00 هريفنا                | 18 أبريل 2008 م     | 140٬000      | سفيتلانا بوندار                                        |
| رقم 916                                                                                         |        | قائمة صغيرة خاصة “ساعات” - ساعة خزانة [خطأ: تحقق من وسيط ورمز اللغة] من القرن الثامن عشر، إنجلترا | 1,00 هريفنا                | 18 أبريل 2008 م     | 140٬000      | سفيتلانا بوندار                                        |
| رقم 917                                                                                         |        | قائمة صغيرة خاصة “ساعات” - ساعة منضدية (Q110987998) من القرن التاسع عشر، النمسا | 1,00 هريفنا                | 18 أبريل 2008 م     | 140٬000      | سفيتلانا بوندار                                        |
| رقم 918                                                                                         |        | قائمة صغيرة خاصة “ساعات” - ساعة رف من القرن التاسع عشر، فرنسا | 1,00 هريفنا                | 18 أبريل 2008 م     | 140٬000      | سفيتلانا بوندار                                        |
| رقم 919 رقم 920 رقم 921 رقم 922 رقم 923 رقم 924                                                 |        | ورقة طوابع تذكارية «الكلاب»: - كلب دشهند قياسي ذو شعر ناعم. - كلب بلدغ أمريكي - كلب روت وايلر - كلب تشاو تشاو - كلب أخطم - الكلب الراعي الألماني. | 1,00 هريفنا                | 16 مايو 2008 م      | 150٬000      | يوليكا برافدوخين                                       |
| رقم 919                                                                                         |        | ورقة طوابع تذكارية «الكلاب»: - كلب دشهند قياسي ذو شعر ناعم. | 1,00 هريفنا                | 16 مايو 2008 م      | 150٬000      | يوليكا برافدوخين                                       |
| رقم 920                                                                                         |        | ورقة طوابع تذكارية «الكلاب»: - كلب بلدغ أمريكي. | 1,00 هريفنا                | 16 مايو 2008 م      | 150٬000      | يوليكا برافدوخين                                       |
| رقم 921                                                                                         |        | ورقة طوابع تذكارية «الكلاب»: - كلب روت وايلر. | 1,00 هريفنا                | 16 مايو 2008 م      | 150٬000      | يوليكا برافدوخين                                       |
| رقم 922                                                                                         |        | ورقة طوابع تذكارية «الكلاب»: - كلب تشاو تشاو. | 1,00 هريفنا                | 16 مايو 2008 م      | 150٬000      | يوليكا برافدوخين                                       |
| رقم 923                                                                                         |        | ورقة طوابع تذكارية «الكلاب»: - كلب أخطم. | 1,00 هريفنا                | 16 مايو 2008 م      | 150٬000      | يوليكا برافدوخين                                       |
| رقم 924                                                                                         |        | ورقة طوابع تذكارية «الكلاب»: - الكلب الراعي الألماني. | 1,00 هريفنا                | 16 مايو 2008 م      | 150٬000      | يوليكا برافدوخين                                       |
| رقم 925 رقم 926 رقم 927 رقم 928 رقم 929 رقم 930                                                 |        | ورقة طوابع تذكارية «القطط»: - قط شيرازي - قطة سلكرك ركس - قط الدخيل - قط بورمي - قط سيامي - قط كوريل قصير الذيل. | 1,00 هريفنا                | 16 مايو 2008 م      | 150٬000      | يوليكا برافدوخين                                       |
| رقم 925                                                                                         |        | ورقة طوابع تذكارية «القطط»: - قط شيرازي. | 1,00 هريفنا                | 16 مايو 2008 م      | 150٬000      | يوليكا برافدوخين                                       |
| رقم 926                                                                                         |        | ورقة طوابع تذكارية «القطط»: - قطة سلكرك ركس. | 1,00 هريفنا                | 16 مايو 2008 م      | 150٬000      | يوليكا برافدوخين                                       |
| رقم 927                                                                                         |        | ورقة طوابع تذكارية «القطط»: - قط الدخيل. | 1,00 هريفنا                | 16 مايو 2008 م      | 150٬000      | يوليكا برافدوخين                                       |
| رقم 928                                                                                         |        | ورقة طوابع تذكارية «القطط»: - قط بورمي. | 1,00 هريفنا                | 16 مايو 2008 م      | 150٬000      | يوليكا برافدوخين                                       |
| رقم 929                                                                                         |        | ورقة طوابع تذكارية «القطط»: - قط سيامي. | 1,00 هريفنا                | 16 مايو 2008 م      | 150٬000      | يوليكا برافدوخين                                       |
| رقم 930                                                                                         |        | ورقة طوابع تذكارية «القطط»: - قط كوريل قصير الذيل. | 1,00 هريفنا                | 16 مايو 2008 م      | 150٬000      | يوليكا برافدوخين                                       |
| رقم 931 رقم 932 رقم 933 رقم 934                                                                 |        | ورقة طوابع تذكارية «محمية القرم الطبيعية»: - نسر أسود أوراسي؛ - جزر البجع (Q12117273) - أيل أحمر؛ - سيلينة يايلينسكي (Q15573662). | 1,00 هريفنا                | 18 يونيو 2008 م     | 120٬000      | ميكولا سافوفيتش كوتشوبي                                |
| رقم 935 رقم 936                                                                                 |        | ورقة طوابع تذكارية «مرور 90 عامًا على إصدار أول طابع بريدي للدولة الأوكرانية»: - طابع بقيمة 10 شاهات - طابع بقيمة 20 شاهات. | 2,47 3,33 гривні           | 4 يوليو 2008 م      | 120٬000      | كالميكوف أوليكساندر فيدوروفيتش                         |
| رقم 937 رقم 938 رقم 939                                                                         |        | ورقة طوابع تذكارية «مرور 90 عامًا على إصدار أول طابع بريدي للدولة الأوكرانية»: - طابع بقيمة 40 شاهات - طابع بقيمة 50 شاهات - طابع بقيمة 30 شاهات. | 1,00 2,47 3,33 гривні      | 4 يوليو 2008 م      | 120٬000      | كالميكوف أوليكساندر فيدوروفيتش                         |
| رقم 940                                                                                         |        | «ذكرى مرور 900 سنة على بناء دير القديس ميخائيل ذو القبة الذهبية.». | 3,33 гривні                | 11 يوليو 2008 م     | 100٬000      | تاران فولوديمير فاسيليفيتش الأخوان سيرجي وأولكسي خاروك |
| رقم 941                                                                                         |        | سلسلة: «صناعة القاطرات في أوكرانيا»: - قاطرة ديزل فئة تيب10 (Q1244399) (الروسية: ТЭП10). | 1,00 هريفنا                | 8 أغسطس 2008 م      | 200٬000      | فاليري رودينكو                                         |
| رقم 942                                                                                         |        | سلسلة: «صناعة القاطرات في أوكرانيا»: - قاطرة ديزل فئة 2تي10ل (Q16320959) (الروسية: 2ТЭ10Л). | 1,00 هريفنا                | 8 أغسطس 2008 م      | 200٬000      | فاليري رودينكو                                         |
| رقم 943                                                                                         |        | سلسلة: «صناعة القاطرات في أوكرانيا»: - قاطرة ديزل فئة م62 (الروسية: М62). | 1,00 هريفنا                | 8 أغسطس 2008 م      | 200٬000      | فاليري رودينكو                                         |
| رقم 944                                                                                         |        | سلسلة: «صناعة القاطرات في أوكرانيا»: - قاطرة ديزل فئة تي109 (الروسية: ТЭ109)، (بالألمانية: DR-Baureihe 130). | 1,00 هريفنا                | 8 أغسطس 2008 م      | 200٬000      | فاليري رودينكو                                         |
| رقم 945                                                                                         |        | سلسلة «الأغنية الأوكرانية»: - كوليادكا (ترانيم). | 1,00 هريفنا                | 5 سبتمبر 2008 م     | 200٬000      | ميكولا سافوفيتش كوتشوبي                                |
| رقم 946                                                                                         |        | سلسلة «الأغنية الأوكرانية»: - فسنيانكي (أغاني وألعاب الربيع). | 1,00 هريفنا                | 5 سبتمبر 2008 م     | 200٬000      | ميكولا سافوفيتش كوتشوبي                                |
| رقم 947                                                                                         |        | سلسلة «الأغنية الأوكرانية»: - أغاني القوزاق. | 1,00 هريفنا                | 5 سبتمبر 2008 م     | 200٬000      | ميكولا سافوفيتش كوتشوبي                                |
| رقم 948                                                                                         |        | سلسلة «الأغنية الأوكرانية»: - أغاني الشوماك. | 1,00 هريفنا                | 5 سبتمبر 2008 م     | 200٬000      | ميكولا سافوفيتش كوتشوبي                                |
| رقم 949 رقم 950                                                                                 |        | طوابع متجاورة بين البريدين «الأوكراني— والأذربيجاني»: - كولت - بوغازالتي (بالأذرية: boğazaltı). أما طوابع الإصدار الأذربيجاني فهي: - بوغازالتي (بالأذرية: boğazaltı) - كولت - ورقة الطوابع كاملة | 2,47 3,33 гривні           | 17 سبتمبر 2008 م    | 150٬000      | كالميكوف أوليكساندر فيدوروفيتش                         |
| رقم 951                                                                                         |        | التحالفات العسكرية والسياسية الأوكرانية السويدية في القرنين السابع عشر والثامن عشر طابع بريدي + 4 ملصقات. | 1,00 هريفنا                | 1 أكتوبر 2008 م     | 330٬000      | تاران فولوديمير فاسيليفيتش الأخوان سيرجي وأولكسي خاروك |
| رقم 952                                                                                         |        | المعرض الوطني الحادي عشر للطوابع «أوكرفيليكسب-2008» تشيرنفتسي. | 1,00 هريفنا                | 3 أكتوبر 2008 م     | 250٬000      | أولغا فيرمينيتش                                        |
| رقم 953                                                                                         |        | المعرض الوطني الحادي عشر للطوابع «أوكرفيليكسب-2008» تشيرنفتسي. | 1,00 هريفنا                | 3 أكتوبر 2008 م     | 50٬000       | ناتاليا أندريشينكو                                     |
| رقم 954                                                                                         |        | ذكرى مرور 600 عام على تأسيس تشيرنفتسي. | 1,00 هريفنا                | 4 أكتوبر 2008 م     | 250٬000      | أوليسيا فاركاش                                         |
| رقم 955                                                                                         |        | ذكرى 300 عام على مأساة باتورين. | 1,00 هريفنا                | 24 أكتوبر 2008 م    | 200٬000      | غينادي زادنيبرياني                                     |
| رقم 956                                                                                         |        | عيد ميلاد مجيد!. | 1,00 هريفنا                | 21 نوفمبر 2008 م    | 250٬000      | يوليكا برافدوخين                                       |
| رقم 957                                                                                         |        | سنة جديدة سعيدة!. | 1,00 هريفنا                | 21 نوفمبر 2008 م    | 280٬000      | يوليكا برافدوخين                                       |
| رقم 958                                                                                         |        | ماركو فوفتشوك (1833—1907). | 1,00 هريفنا                | 28 نوفمبر 2008 م    | 170٬000      | أوليكسي بازيليفيتش                                     |
| رقم 959 رقم 960 رقم 961 رقم 962 رقم 963 رقم 964 رقم 965 رقم 966 رقم 967 رقم 968 رقم 969 رقم 970 |        | ورقة طوابع صغيرة: «أغطية الرأس الأوكرانية التقليدية»: - مقاطعة ريفنا (رقم 962, رقم 966, رقم 970); - مقاطعة لفيف (رقم 967, رقم 969); - منطقة هوتسول (Q2984921) (رقم 963, رقم 968); - منطقة لمكو (رقم 964); - بوكوتيا (رقم 965). | 1,00 هريفنا                | 10 ديسمبر 2008 م    | 170٬000      | سيرجي لوكيانينكو                                       |
| رقم 959                                                                                         |        | «أغطية الرأس الأوكرانية التقليدية»: - أوتشيبوك طرحة، من تشيركاسي. | 1,00 هريفنا                | 10 ديسمبر 2008 م    | 170٬000      | سيرجي لوكيانينكو                                       |
| رقم 960                                                                                         |        | «أغطية الرأس الأوكرانية التقليدية»: - حجاب (أوروبي) [خطأ: تحقق من وسيط ورمز اللغة]، ترنوبل. | 1,00 هريفنا                | 10 ديسمبر 2008 م    | 170٬000      | سيرجي لوكيانينكو                                       |
| رقم 961                                                                                         |        | «أغطية الرأس الأوكرانية التقليدية»: - غطاء رأس الزفاف، ترنوبل. | 1,00 هريفنا                | 10 ديسمبر 2008 م    | 170٬000      | سيرجي لوكيانينكو                                       |
| رقم 962                                                                                         |        | «أغطية الرأس الأوكرانية التقليدية»: - حجاب (أوروبي) [خطأ: تحقق من وسيط ورمز اللغة]، روفنوнщина. | 1,00 هريفنا                | 10 ديسمبر 2008 م    | 170٬000      | سيرجي لوكيانينكو                                       |
| رقم 963                                                                                         |        | «أغطية الرأس الأوكرانية التقليدية»: - وشاح، منطقة هوتسول (Q2984921). | 1,00 هريفنا                | 10 ديسمبر 2008 م    | 170٬000      | سيرجي لوكيانينكو                                       |
| رقم 964                                                                                         |        | «أغطية الرأس الأوكرانية التقليدية»: - أوتشيبوك وطرحة، منطقة لمكو. | 1,00 هريفنا                | 10 ديسمبر 2008 م    | 170٬000      | سيرجي لوكيانينكو                                       |
| رقم 965                                                                                         |        | «أغطية الرأس الأوكرانية التقليدية»: - غطاء رأس الزفاف، بوكوتيا. | 1,00 هريفنا                | 10 ديسمبر 2008 م    | 170٬000      | سيرجي لوكيانينكو                                       |
| رقم 966                                                                                         |        | «أغطية الرأس الأوكرانية التقليدية»: - حجاب (أوروبي) [خطأ: تحقق من وسيط ورمز اللغة]، روفنو. | 1,00 هريفنا                | 10 ديسمبر 2008 م    | 170٬000      | سيرجي لوكيانينكو                                       |
| رقم 967                                                                                         |        | «أغطية الرأس الأوكرانية التقليدية»: - بافنيتسيا (قبعة قطنية) وطرحة، لفيفщина. | 1,00 هريفنا                | 10 ديسمبر 2008 م    | 170٬000      | سيرجي لوكيانينكو                                       |
| رقم 968                                                                                         |        | «أغطية الرأس الأوكرانية التقليدية»: - كريسانيا (قبعة صوفية) منطقة هوتسول (Q2984921). | 1,00 هريفنا                | 10 ديسمبر 2008 م    | 170٬000      | سيرجي لوكيانينكو                                       |
| رقم 969                                                                                         |        | «أغطية الرأس الأوكرانية التقليدية»: - أوتشيبوك، لفيف. | 1,00 هريفنا                | 10 ديسمبر 2008 م    | 170٬000      | سيرجي لوكيانينكو                                       |
| رقم 970                                                                                         |        | «أغطية الرأس الأوكرانية التقليدية»: - غطاء رأس للرجال: «قبعة مجرية (Q924435)»، روفنو. | 1,00 هريفنا                | 10 ديسمبر 2008 م    | 170٬000      | سيرجي لوكيانينكو                                       |
| رقم 971                                                                                         |        | فياتشيسلاف تشيرنوفيل (1937—1999). | 1,00 هريفنا                | 24 ديسمبر 2008 م    | 350٬000      | فاسيل لوباتا                                           |
| رقم 972 رقم 973 رقم 974 رقم 975 رقم 976 رقم 977                                                 |        | ورقة طوابع تذكارية «الملابس الشعبية الأوكرانية». | 1,00 هريفنا                | 25 ديسمبر 2008 م    | 100٬000      | ميكولا سافوفيتش كوتشوبي                                |
| رقم 972 رقم 973                                                                                 |        | ورقة طوابع تذكارية «الملابس الشعبية الأوكرانية»، شبه جزيرة القرم: - الأيام الأرثوذكسية المقدسة (Q12168697): تجلي المسيح - المعمودية. | 1,00 هريفنا                | 25 ديسمبر 2008 م    | 100٬000      | ميكولا سافوفيتش كوتشوبي                                |
| رقم 974 رقم 975                                                                                 |        | ورقة طوابع تذكارية «الملابس الشعبية الأوكرانية»، مقاطعة دنيبروبتروفسك: - تتويج الزواج - عيد الحصاد. | 1,00 هريفنا                | 25 ديسمبر 2008 م    | 100٬000      | ميكولا سافوفيتش كوتشوبي                                |
| رقم 976 رقم 977                                                                                 |        | ورقة طوابع تذكارية «الملابس الشعبية الأوكرانية»، مقاطعة لوهانسك: - الأيام الأرثوذكسية المقدسة (Q12168697): كيرلس وميثوديوس - إسبيريدون. | 1,00 هريفنا                | 25 ديسمبر 2008 م    | 100٬000      | ميكولا سافوفيتش كوتشوبي                                |

## الإصدار السابع من الطوابع القياسية (الدائمة)
أصدر طابع واحد من الإصدار السابع للطوابع القياسية (2007—2011):
| التسلسل في الكتالوج | الصورة | الوصف والمصادر | القيمة      | تاريخ طرحها للتداول | كيمة الإصدار | المصمم                          |
| ------------------- | ------ | -------------- | ----------- | ------------------- | ------------ | ------------------------------- |
| رقم 899 (Mi #941)   |        | «غليون»        | 0,30 هريفنا | 15 فبراير 2008 م    | كمية كبيرة   | فانديكوفا ناتاليا فولوديميريفنا |

## غلاف أول يوم
توفر غلاف إصدار أول يوم التالي:
| التسلسل في الكتالوج | الظرف البريدي | العلامة البريدية | الوصف والمصدر                    | تاريخ طرحها للتداول | كيمة الإصدار | المصمم                         |
| ------------------- | ------------- | ---------------- | -------------------------------- | ------------------- | ------------ | ------------------------------ |
| № kpd361            |               |                  | فياتشيسلاف تشيرنوفيل (1937—1999) | 24 ديسمبر 2008 م    | 6 000        | كالميكوف أوليكساندر فيدوروفيتش |

## روابط خارجية
- "Каталог марок України: 2008". КМД УДППЗ «Укрпошта». مؤرشف من الأصل في 18 березня 2018. اطلع عليه بتاريخ 2018-04-13. {{استشهاد ويب}}: تحقق من التاريخ في: |تاريخ أرشيف= (مساعدة)
- "Ukraine: 2008". Former Soviet Union New Issues (بالإنجليزية). Издательство «Нестор» (Nestor Publishers). Archived from the original on 18 березня 2018. Retrieved 2018-04-13. {{استشهاد ويب}}: تحقق من التاريخ في: |تاريخ أرشيف= (help).
- Каталог продукції Укрпошти نسخة محفوظة 12 травня 2015 على موقع واي باك مشين. (بالأوكرانية)
- Украинские марки 2008 года نسخة محفوظة 20 квітня 2021 على موقع واي باك مشين. (بالروسية)
- Луганська дирекція УДППС «Укрпошта» نسخة محفوظة 19 червня 2013 على موقع واي باك مشين.